# Grajwo
Grajwo (niem. Graywen, od 1938 Graiwen) – wieś w Polsce położona w województwie warmińsko-mazurskim, w powiecie giżyckim, w gminie Giżycko.
W latach 1975–1998 miejscowość administracyjnie należała do województwa suwalskiego.
Miejscowość znajduje się na obrzeżach Giżycka. Funkcjonuje tu osiedle "Mazury Residence Airpark & Marina". Na terenie osiedla znajduje się lądowisko Giżycko-Mazury Residence dla samolotów sportowych oraz przystań jachtowa przy jeziorze Niegocin. Obecnie w budowie są korty tenisowe oraz pole golfowe. Według portalu Wirtualna Polska osiedle "Mazury Residence" znajduje się w pierwszej dziesiątce najbardziej luksusowych osiedli w Polsce.